# Hermine E. Kleinert
Hermine E. Kleinert (17 tháng 5 năm 1880 - 28 tháng 7 năm 1943) là một nhà họa sĩ người Mỹ.

## Tiểu sử
Kleinert sống và làm việc tại thành phố New York. Cô cũng là một thành viên của thuộc địa nghệ thuật Woodstock. Các tác phẩm phong cảnh và chân dung của cô đã được trưng bày tại Bảo tàng Hiệp hội Nghệ sĩ Woodstock. Trong suốt sự nghiệp nghệ thuật của mình, tác phẩm của cô đã được giới thiệu trong The Armory Show ở 100, Bảo tàng Whitney, và những người khác. Cô là một phần của Triển lãm tranh đương đại lần thứ ba của Whitney năm 1936. Tác phẩm của cô cũng là một phần của lễ kỷ niệm 20 năm của trường Nghệ thuật và Thủ công mỹ nghệ Bezalel.
Cô mất vào ngày 28 tháng 7 năm 1943 tại Woodstock. Một giải thưởng nghệ thuật trong ký ức của cô, được trao hàng năm vào ngày sinh của cô, 17 tháng 5.